# WS-125A
WS-125A (abbreviazione di Weapon System 125A, in lingua italiana Sistema d'Arma 125A) è una specifica emessa dalla United States Air Force nel novembre 1954. Tale specifica riguardava lo sviluppo di un aereo da bombardamento strategico a propulsione nucleare. Tuttavia, il requisito per il WS-125A venne cancellato nel dicembre 1956, anche se l'erogazione dei finanziamenti continuò fino al 1961.
Tutti i progetti presentati rimasero interamente sulla carta. Comunque, la probabile designazione avrebbe dovuto essere B-72.

## Caratteristiche della specifica
La specifica del novembre 1954 prevedeva, in sostanza, la realizzazione di un bombardiere strategico intercontinentale. Questo sistema d'arma avrebbe dovuto essere in grado di:
- volare per 40 ore alla velocità di Mach 0.9 all'altezza di 20.000 ft (circa 6.100 m);
- volare a Mach 2.5 per una distanza di 2.000 nmi (3.700 km) alla quota di 55.000 ft (circa 16.800 m)
- penetrare le difese nemiche mantenendo la velocità di Mach 0.9 alla quota di 500 ft (circa 150 m)[2].

Questo aereo avrebbe dovuto essere operativo per il 1963. Tuttavia, il requisito venne cancellato nel dicembre 1956. I motivi di questa scelta furono diversi. I principali, probabilmente, riguardarono il generale aumento dei pesi rispetto alle previsioni iniziali, gli elevati rischi tecnologici ed il rischio dovuto alle radiazioni.

## I progetti proposti

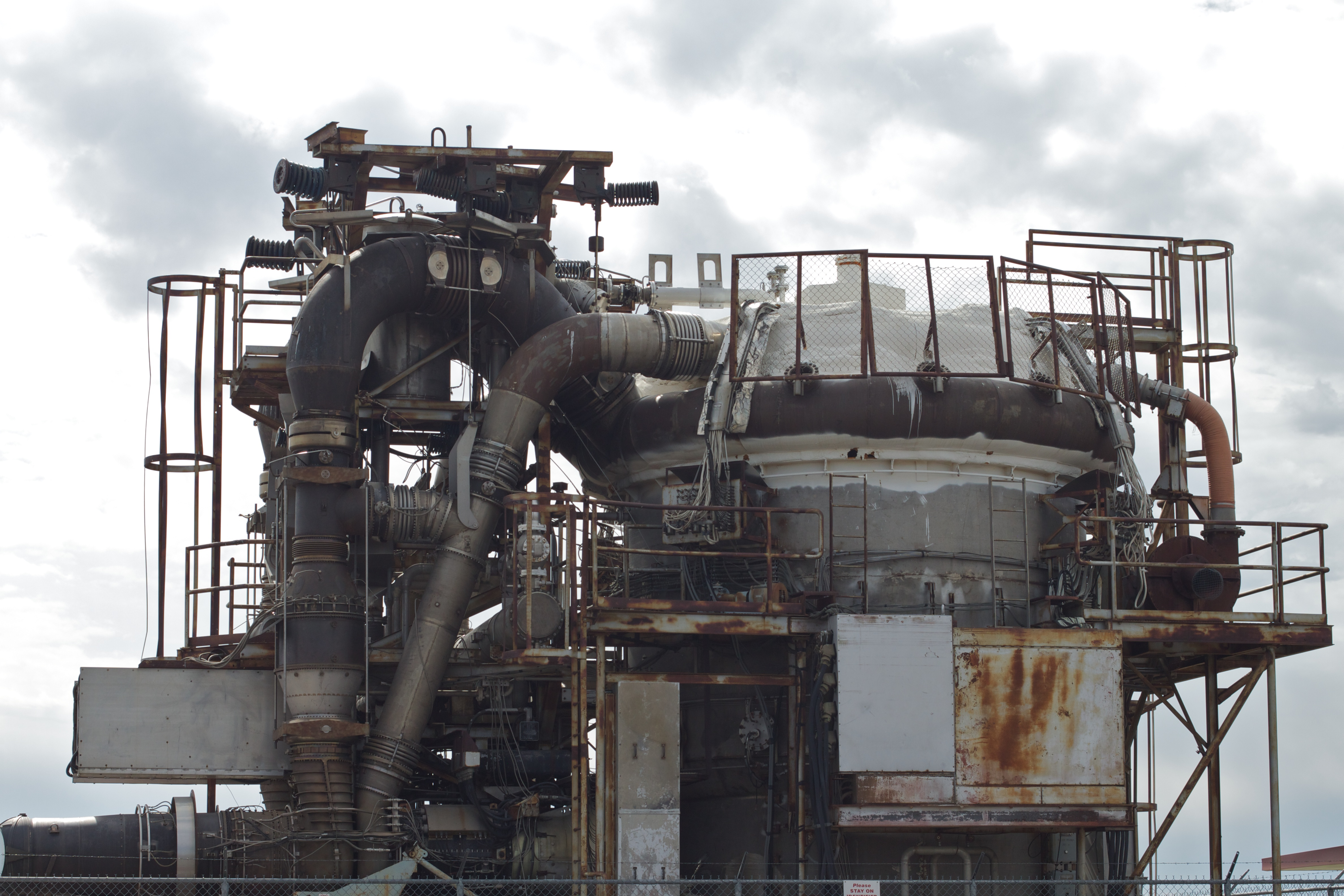
HTRE-2, il motore aeronautico a propulsione nucleare sviluppato presso l'Idaho National Laboratory

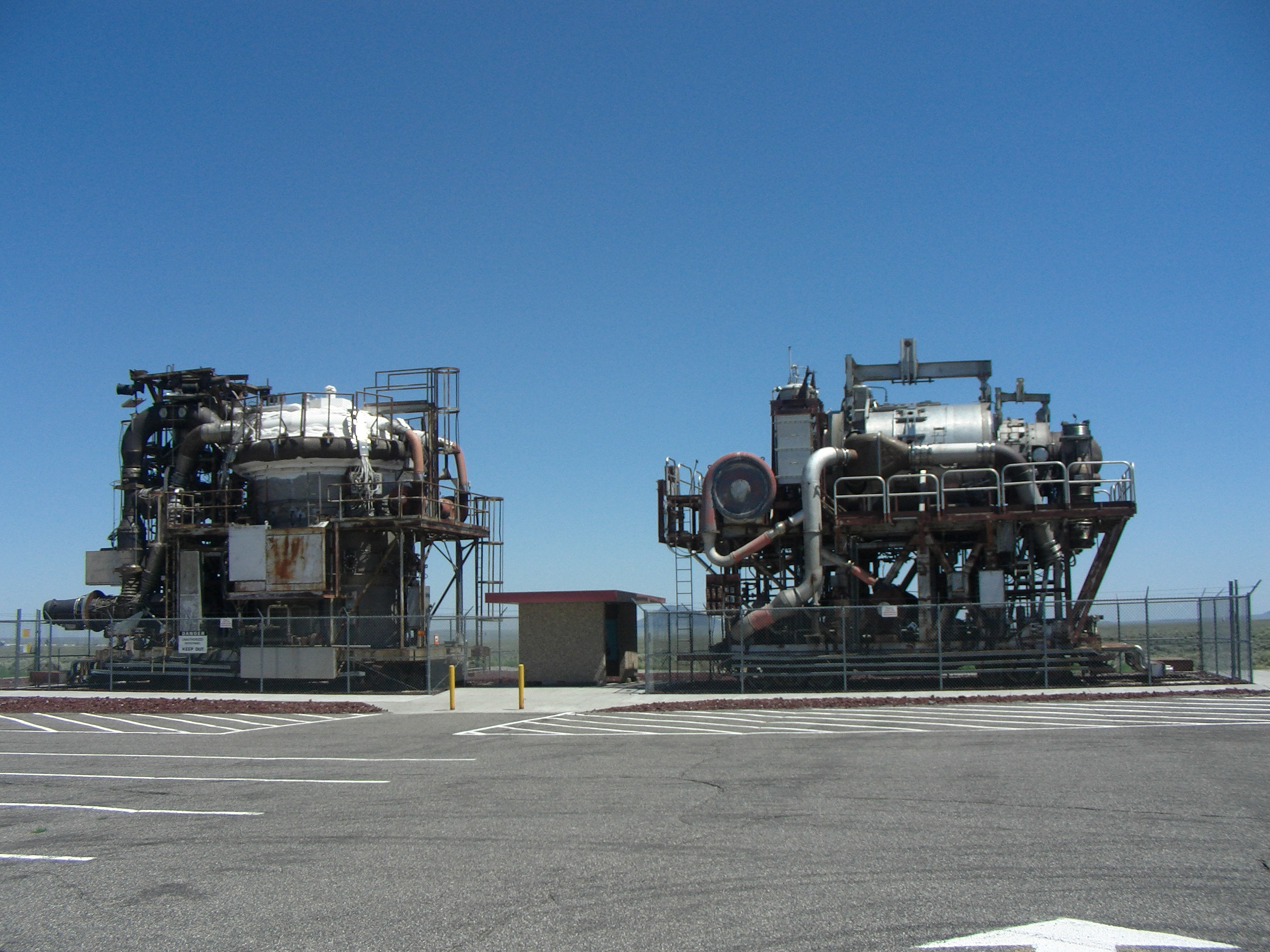
I reattori nucleari sperimentali HTRE per gli aerei a propulsione nucleare (HTRE-2 a sinistra e HTRE-3 a destra), presso l'Idaho National Laboratory vicino Arco

Nel 1955, vennero costituiti due team, con il compito di portare avanti lo studio del nuovo bombardiere. Questi erano formati da Convair e General Electric, e da Lockheed e Pratt & Whitney. Successivamente, venne presentato un progetto anche dalla Douglas.
La General Electric realizzò due prototipi di un turbogetto denominato General Electric J87. Vennero costruiti due esemplari che furono con successo portati a quasi massima potenza utilizzando due reattori schermati. I lavori di messa a punto di questi motori sperimentali, completi di reattori nucleari e denominati HTRE-3 e HTRE-1, quest'ultimo successivamente modificato e rinominato HTRE-2, si svolsero presso l'area EBR-1 dell'Idaho National Laboratory.
| Caratteristiche       | Convair             | Douglas           | Lockheed   |
| --------------------- | ------------------- | ----------------- | ---------- |
| Lunghezza (m)         | 51,91               | 48,92             | 48,92      |
| Apertura alare (m)    | 40,89               | 50,09             | 50,09      |
| Altezza (m)           | 13,13/15,54         | 15,54             | 15,54      |
| Superficie alare (m²) | 464,5               | 464,5             | 464,5      |
| Propulsione           | 6 x J-75 4 x XMA-1A | 2 x J-75 2 x X211 | 4 x XMA-1C |